# Przaśnik (nagroda)
Przaśnik – statuetka młynarza, założyciela Przasnysza, przyznawana corocznie od 2002 przez Towarzystwo Przyjaciół Ziemi Przasnyskiej osobom zasłużonym dla ziemi przasnyskiej. Do 2006 nagrodę przyznawał zarząd TPZP. Od 2007 przyznawana jest corocznie jednej osobie za zasługi dla ziemi przasnyskiej w dziedzinach naukowej, oświatowej, kulturalnej, sportowej, gospodarczej i działalności społecznej. Wnioski o nadanie nagrody wraz z uzasadnieniem mogą składać organizacje społeczne, instytucje i osoby prywatne. Zarząd TPZP spośród zgłoszonych osób nominuje do nagrody trzy. Wyboru laureata lub laureatki dokonuje Walne Zebranie członków TPZP podczas tajnego głosowania. Do nagrody nie można zgłosić osób z zarządu TPZP i jego komisji rewizyjnej. Uroczyste wręczenie nagrody odbywa się podczas Dni Przasnysza z okazji rocznicy nadania miastu praw miejskich.

## Laureaci i laureatki

### Lata 2002–2006
- 2002 – Zenon Szczepankowski[1][5]
- 2003 – Aleksander Drwęcki[6]
- 2004 – Jolanta i Andrzej Kaczorkowie[1][5]
- 2005 – Elżbieta i Zbigniew Sosnowscy[1][5]
- 2006 – Waldemar Trochimiuk[1][5]

### Edycja 2007
Spośród sześciu zgłoszonych kandydatur zarząd TPZP nominował następujące osoby:
- Alfred Borkowski
- ks. Tadeusz Niestępski
- Tadeusz Waśniewski.

Walne zebranie członków TPZP podjęło decyzję o przyznaniu nagrody Tadeuszowi Waśniewskiemu, nauczycielowi muzyki, założycielowi Przasnyskiej Kapeli Podwórkowej i jej instruktorowi.

### Edycja 2008
Spośród pięciu zgłoszonych kandydatur zarząd TPZP nominował następujące osoby:
- Alfred Borkowski
- Krystyna Grotkowska
- ks. Tadeusz Niestępski[9].

Walne zebranie członków TPZP na posiedzeniu 8 maja 2008 podjęło decyzję o przyznaniu nagrody ks. Tadeuszowi Niestępskiemu.

### Edycja 2009
Zarząd TPZP dopuścił do głosowania na zebraniu walnym cztery kandydatury:
- Alfred Borkowski
- Krystyna Grotkowska
- Franciszek Kaszubowski
- Tadeusz Załęski.

Walne zebranie członków TPZP na posiedzeniu 24 kwietnia 2009 podjęło decyzję o przyznaniu nagrody działaczce społecznej Krystynie Grotkowskiej.

### Edycja 2010
Nominowano następujące osoby:
- Alfred Borkowski
- Franciszek Kaszubowski
- Tadeusz Załęski – literat oraz społecznik (zmarł przed ogłoszeniem wyników)[12].

Nagrodę otrzymał działacz społeczny Franciszek Kaszubowski.

### Edycja 2011
Walne Zebranie Sprawozdawczo-Wyborcze TPZP obradujące 18 maja 2011 podjęło decyzję o przyznaniu nagrody działaczowi społecznemu, kolekcjonerowi i regionaliście Mirosławowi Krejpowiczowi.

### Edycja 2012
W głosowaniu tajnym na Walnym Zebraniu TPZP równą liczbę głosów otrzymali: historyk dr Radosław Waleszczak i lekarka Beata Rzewnicka. Oboje odebrali statuetkę 22 czerwca 2012.

### Edycja 2013
Walne Zebranie członków TPZP obradujące 6 czerwca 2013 podjęło decyzję o przyznaniu statuetki Mieczysławowi Stusińskiemu.

### Edycja 2014
Nagrodę 27 czerwca 2014 odebrał przedsiębiorca Andrzej Królikowski.

### Edycja 2015
5 czerwca 2015 nagrodę odebrał ks. dr Andrzej Maciejewski, proboszcz parafii św. Wojciecha w Przasnyszu.

### Edycja 2016
Walny Zjazd Sprawozdawczo-Wyborczy Członków Towarzystwa Przyjaciół Ziemi Przasnyskiej 24 maja 2016 podjął decyzję o przyznaniu statuetki emerytowanemu pedagogowi Edwardowi Lemanowiczowi.

### Lata 2017–2018
W latach 2017–2018 przyznawanie „Przaśnika” zostało zawieszone.

### Edycja 2019
Statuetkę przyznano Tadeuszowi Siółkowskiemu, emerytowanemu nauczycielowi i działaczowi harcerskiemu.

### Edycja 2022
Nagrodę 20 czerwca 2022 odebrała regionalistka, muzealniczka, pedagożka i działaczka społeczna Janina Żbikowska.

### Edycja 2023
Statuetkę przyznano Ewie Łukasiak, fotografce.

### Edycja 2024
Nagrodę dostał Bogusław Postek, wieloletni działacz społeczny, dowódca jednostki wojskowej w Przasnyszu.